# Puyméras (côtes-du-rhône villages)
Pour la commune, voir Puyméras.
Le puyméras, ou côtes-du-rhône villages Puyméras, est un vin rouge produit autour de Puyméras, dans les départements de Vaucluse et de la Drôme.
Il s'agit d'une des 21 dénominations géographiques au sein de l'appellation d'origine contrôlée côtes-du-rhône-villages, dans la partie méridionale du vignoble de la vallée du Rhône.

## Histoire

### De l'Antiquité au Moyen Âge
Ce territoire où passent l'Ouvèze et le Lauzon a été occupé par les chasseurs du magdalénien. La colonisation romaine a été aussi effective (tombes à incinération, stèles, autel anépigraphique) mais le vestige le plus important reste une statue dédiée à Jupiter Delpusorius découverte à Saint-Romain-en-Viennois et un autel à Jupiter à Puyméras. 
La période médiévale vit la culture de la vigne développée par les moines venus de l'Isle-Barbe (Lyon) et de l'abbaye de Cluny.

### Période moderne
Les guerres de religion furent particulièrement violentes entre les seigneurs protestants des Baronnies et les Capitaines pontificaux venus du Comtat Venaissin.
La période révolutionnaire aurait laissé peu de traces ans les provocations du marquis de Bézaudun qui excita contre lui la colère populaire. En 1794, Les élus de Puyméras changèrent le nom de leur commune en « Puy-la-Montagne ».

### Période contemporaine
Zone de polyculture traditionnellement arboricole, les oliviers et les fruitiers subirent le gel de 1956. Seule la vigne résista. Ce vignoble a eu ses vins classé en côtes-du-rhône villages en 1979. Le  décret du 25 août 2005 l'a fait accéder en côtes-du-rhône villages avec nom géographique.
Un « Salon des jeunes vignerons d'Europe » est programmé à Mérindol-les-Oliviers du 5 au 7 août 2011, de 18h à 23h, regroupant des vignerons de 25 à 40 ans de France, Espagne, Suisse, Italie, Belgique et Portugal.

## Étymologie
Le nom de cette appellation Puyméras est issu du primitif Podio Almerassio, la montagne d'Almeras.

## Situation géographique
Le vignoble se trouve à cheval sur deux départements, la Drôme et le Vaucluse. 

### Orographie
Ce terroir composé de cinq communes est très vallonné avec une altitude variant entre 220 à 600 mètres.

### Géologie
Le terroir viticole est composé de terrasses caillouteuses où se mêlent galets roulés et des lauzes anguleux. L'érosion quaternaire a déposé une terre fine, rouge sablo-caillouteuse.

### Climatologie
Ce terroir viticole est situé dans la zone d’influence du climat méditerranéen. Les étés sont chauds et secs, liés à la remontée en altitude des anticyclones subtropicaux, entrecoupés d’épisodes orageux parfois violents. Les hivers sont doux. Les précipitations sont peu fréquentes et la neige rare. Le climat de ce terroir est soumis à un rythme à quatre temps : deux saisons sèches (une brève en hiver, une très longue et accentuée en été), deux saisons pluvieuses, en automne (pluies abondantes et brutales) et au printemps. Sa spécificité est son climat méditerranéen qui constitue un atout exceptionnel :
- Le mistral assainit le vignoble
- La saisonnalité des pluies est très marquée
- Les températures sont très chaudes pendant l'été.

Les étés sont chauds et secs, liés à la remontée des anticyclones subtropicaux, entrecoupés d’épisodes orageux parfois violents. Les hivers sont doux. Les précipitations sont peu fréquentes et la neige rare.
| Mois                                  | jan.       | fév.       | mars      | avril     | mai       | juin      | jui.      | août      | sep.      | oct.      | nov.      | déc.       | année |
| ------------------------------------- | ---------- | ---------- | --------- | --------- | --------- | --------- | --------- | --------- | --------- | --------- | --------- | ---------- | ----- |
| Température minimale moyenne (°C)     | 6          | 7,5        | 11        | 13        | 17,5      | 21        | 23        | 23        | 19,5      | 15,5      | 9         | 6,5        | 14,3  |
| Température moyenne (°C)              | 2          | 3          | 6         | 8         | 12        | 15        | 18        | 18        | 14        | 11        | 6         | 3          | 9,7   |
| Température maximale moyenne (°C)     | 10         | 12         | 16        | 18        | 23        | 27        | 30        | 30        | 25        | 20        | 13        | 10         | 19,5  |
| Record de froid (°C) date du record   | −13,4 1985 | −14,5 1956 | −9,7 2005 | −2,9 1970 | 1,3 1979  | 5,7 1984  | 9 1953    | 8,3 1974  | 3,1 1974  | −1,1 1973 | −5,4 1952 | −14,4 1962 |       |
| Record de chaleur (°C) date du record | 20,3 2002  | 23 1960    | 27,2 1990 | 30,7 2005 | 34,5 2001 | 38,1 2003 | 40,7 1983 | 42,6 2003 | 35,1 1966 | 29,6 1985 | 24,6 1970 | 20,2 1983  |       |
| Précipitations (mm)                   | 36,5       | 23,3       | 24,9      | 42,7      | 45,6      | 25,4      | 20,9      | 29,1      | 65,8      | 59,8      | 52,8      | 34         | 460,6 |

| Diagramme climatique                                  |           |          |          |            |          |          |          |            |            |         |         |
| J                                                     | F         | M        | A        | M          | J        | J        | A        | S          | O          | N       | D       |
| 10636,5                                               | 127,523,3 | 161124,9 | 181342,7 | 2317,545,6 | 272125,4 | 302320,9 | 302329,1 | 2519,565,8 | 2015,559,8 | 13952,8 | 106,534 |
| Moyennes : • Temp. maxi et mini °C • Précipitation mm |           |          |          |            |          |          |          |            |            |         |         |

Selon Météo-France, le nombre par an de jours de pluies supérieures à 2,5 litres par mètre carré est de 45 et la quantité d'eau, pluie et neige confondues, est de 660 litres par mètre carré. Les températures moyennes oscillent entre 0 et 30° selon la saison. Le record de température depuis l'existence de la station de l'INRA est de 40,5 °C lors de la canicule européenne de 2003 le 5 août (et 39,8 °C le 18 août 2009) et −12,8 °C le 5 janvier 1985. Les relevés météorologiques ont lieu à l'Agroparc d'Avignon.
Le mistral
Le vent principal est le mistral, dont la vitesse peut aller au-delà des 110 km/h. Il souffle entre 120 et 160 jours par an, avec une vitesse de 90 km/h par rafale en moyenne. Le tableau suivant indique les différentes vitesse du mistral enregistrées par les stations d'Orange et Carpentras-Serres dans le sud de la vallée du Rhône et à sa fréquence au cours de l'année 2006. La normale correspond à la moyenne des 53 dernières années pour les relevés météorologiques d'Orange et à celle des 42 dernières pour Carpentras.
Légende : « = » : idem à la normale ; « + » : supérieur à la normale ; « - » : inférieur à la normale.
|                                                      | Jan.    | Fev.    | Mars.    | Avril.  | Mai     | Juin     | Juil.   | Août    | Sept.   | Oct.    | Nov.    | Dec.     |
| Vitesse maximale relevée sur le mois                 | 96 km/h | 97 km/h | 112 km/h | 97 km/h | 94 km/h | 100 km/h | 90 km/h | 90 km/h | 90 km/h | 87 km/h | 91 km/h | 118 km/h |
| Tendance : jours avec une vitesse > 16 m/s (58 km/h) | --      | +++     | ---      | ++++    | ++++    | =        | =       | ++++    | +       | ---     | =       | ++       |

## Vignoble

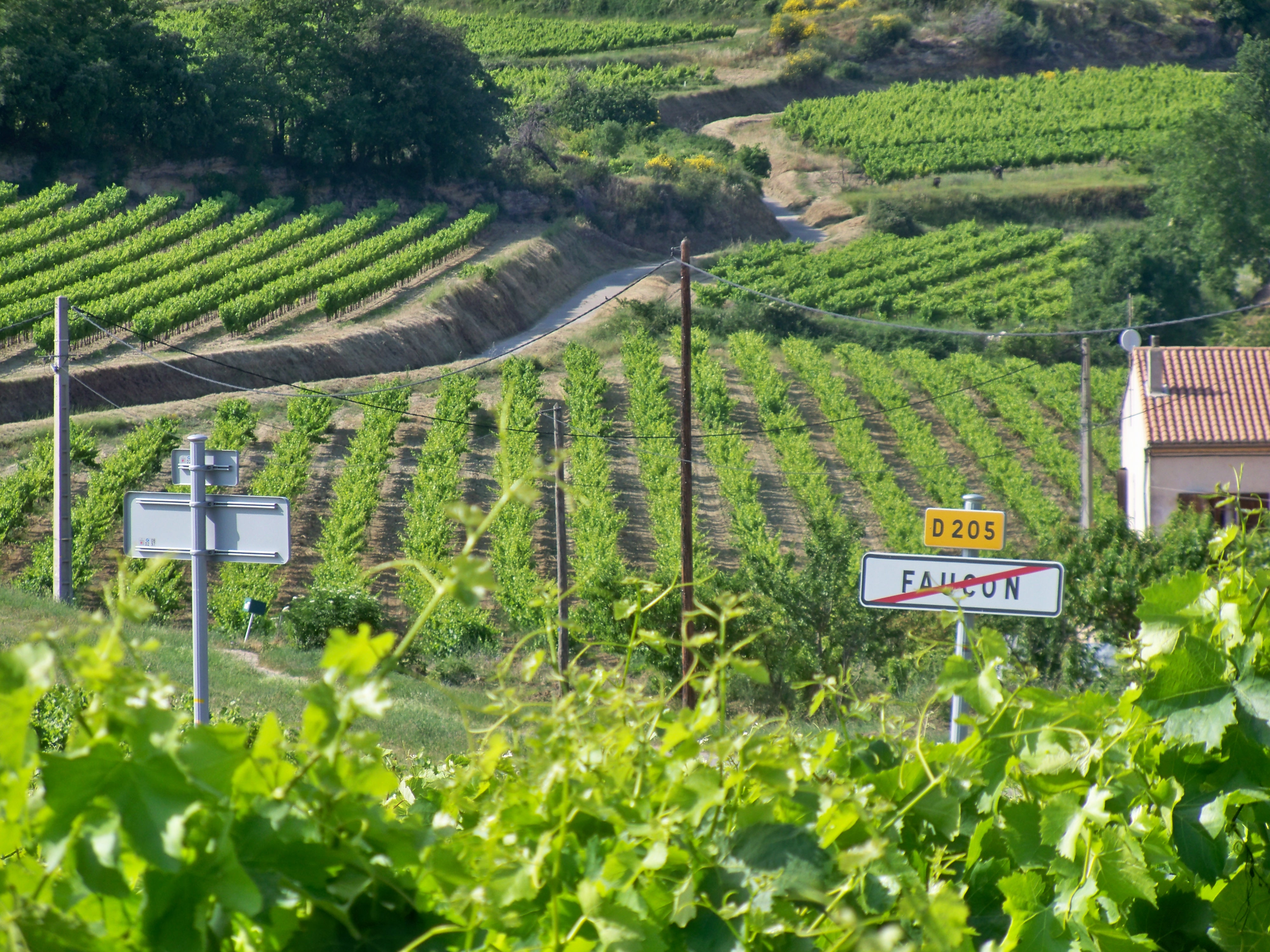
Le vignoble au pied de Faucon.
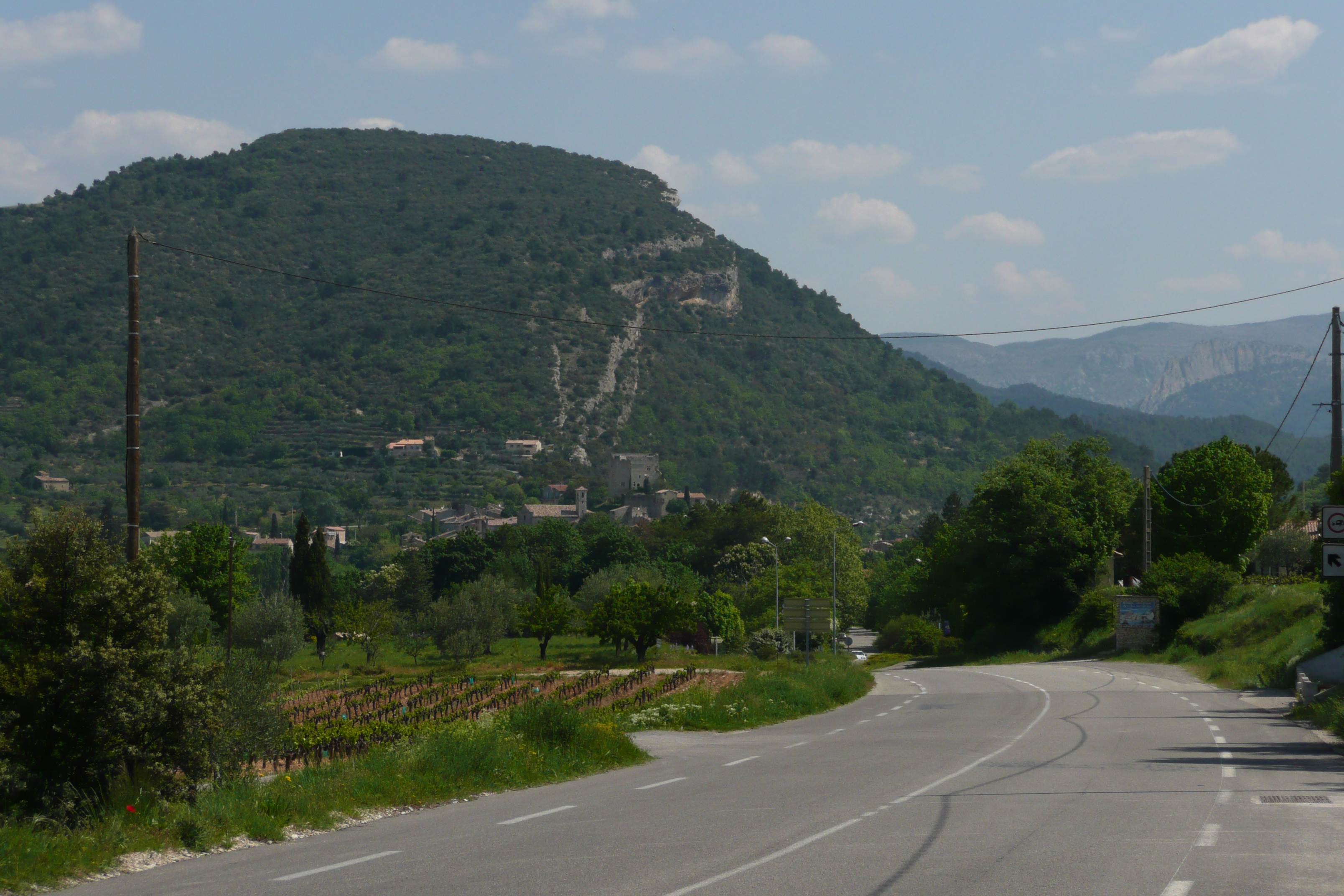
Au pied de la colline de Chatelard, vignoble à Mollans-sur-Ouvèze.
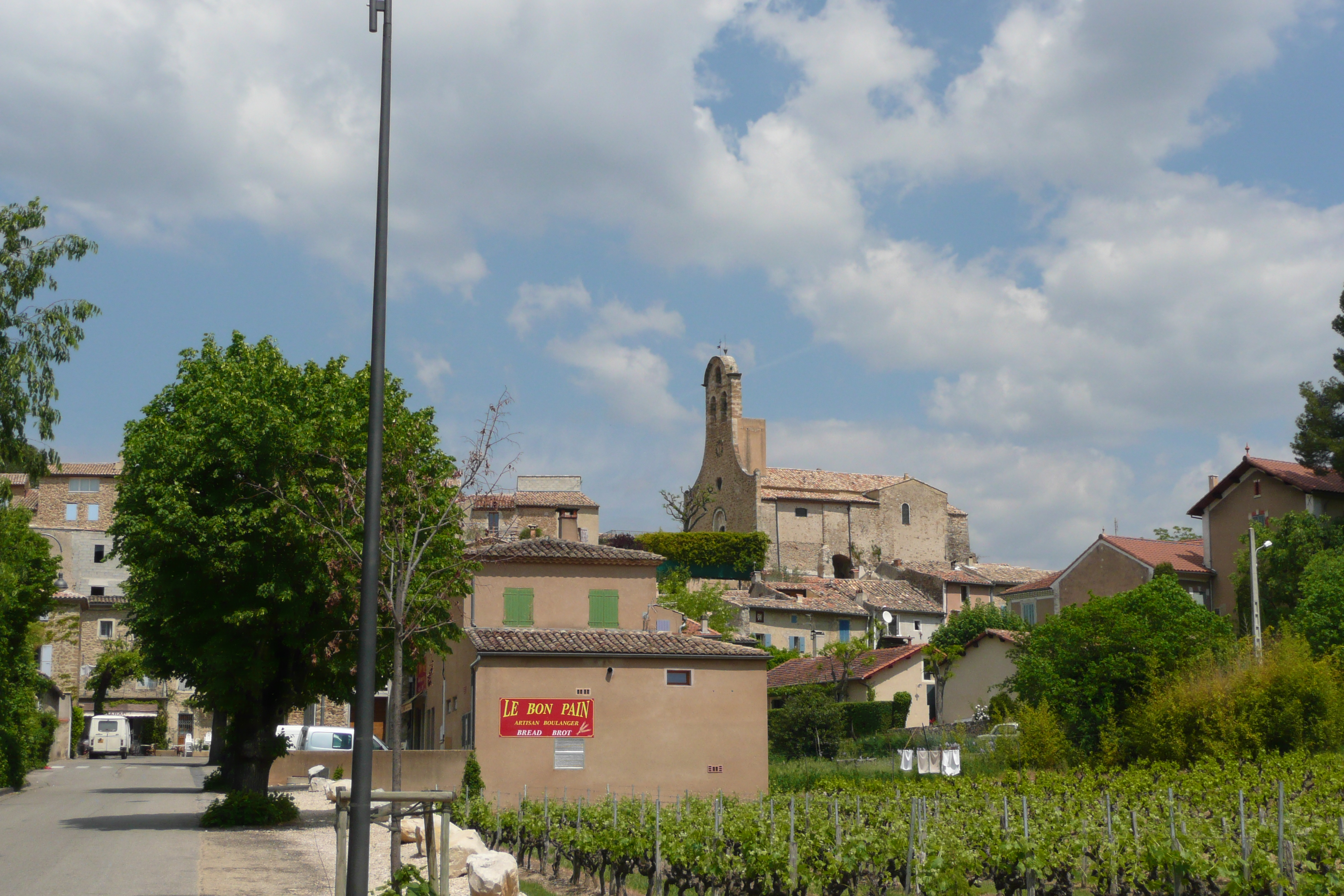
Les vignes à l'entrée de Puyméras.

### Présentation
Le vignoble s'étend sur les communes de Mérindol-les-Oliviers, Mollans-sur-Ouvèze, Faucon, Saint-Romain-en-Viennois et Puyméras.

### Encépagement
Les rouges sont principalement fait à partir du grenache N, complété par de la syrah N, du mourvèdre N et accessoirement du brun argenté N (localement dénommé camarèse ou vaccarèse), du carignan N, du cinsaut N, de la counoise N, du muscardin N, du piquepoul noir N et du terret noir N. 

### Méthodes culturales et réglementaires
Les vignes sont conduites en taille courte gobelet ou cordon), chaque cep devant comporter au maximum six coursons à deux yeux francs. 

### Terroir et vins
Des terrasses caillouteuses, mêlées de sable et d’argile rouge composent ce terroir. Les rouges ont une robe profonde à la couleur chatoyante. Ces vins équilibrés et charpentés, sont caractérisés par un nez qui évolue d’un bouquet juvénile de fruits où domine la marasque (cerise noire) vers des nuances de menthe sauvage, de sous-bois et de venaison en vin de garde.

### Les millésimes
Ils correspondent à ceux du vignoble de la vallée du Rhône. Ils sont notés : année exceptionnelle , grande année , bonne année ***, année moyenne **, année médiocre *.
| Caractéristiques | Article de qualité | ***                | ***                | Bon article        | Article de qualité | Bon article        | Bon article        | ***                | Bon article | Bon article        |
| Millésimes 1990 | 1999               | 1998               | 1997               | 1996               | 1995               | 1994               | 1993               | 1992               | 1991        | 1990               |
| Caractéristiques | ***                | ***                | **                 | ***                | Bon article        | **                 | **                 | **                 | ***         | Article de qualité |
| Millésimes 1980 | 1989               | 1988               | 1987               | 1986               | 1985               | 1984               | 1983               | 1982               | 1981        | 1980               |
| Caractéristiques | Article de qualité | Article de qualité | Bon article        | ***                | Article de qualité | **                 | Bon article        | ***                | Bon article | Article de qualité |
| Millésimes 1970 | 1979               | 1978               | 1977               | 1976               | 1975               | 1974               | 1973               | 1972               | 1971        | 1970               |
| Caractéristiques | Bon article        | Article de qualité | Bon article        | **                 | ***                | Bon article        | ***                | **                 | **          | Article de qualité |
| Millésimes 1960 | 1969               | 1968               | 1967               | 1966               | 1965               | 1964               | 1963               | 1962               | 1961        | 1960               |
| Caractéristiques | **                 | *                  | Article de qualité | Article de qualité | ***                | ***                | **                 | **                 | ***         | Article de qualité |
| Millésimes 1950 | 1959               | 1958               | 1957               | 1956               | 1955               | 1954               | 1953               | 1952               | 1951        | 1950               |
| Caractéristiques | Bon article        | Bon article        | Article de qualité | Bon article        | Bon article        | ***                | Bon article        | Article de qualité | **          | Article de qualité |
| Millésimes 1940 | 1949               | 1948               | 1947               | 1946               | 1945               | 1944               | 1943               | 1942               | 1941        | 1940               |
| Caractéristiques | Article de qualité | Article de qualité | Article de qualité | Bon article        | Article de qualité | **                 | Article de qualité | Bon article        | **          | **                 |
| Millésimes 1930 | 1939               | 1938               | 1937               | 1936               | 1935               | 1934               | 1933               | 1932               | 1931        | 1930               |
| Caractéristiques | *                  | Bon article        | Bon article        | ***                | **                 | Article de qualité | Article de qualité | **                 | **          | **                 |
| Millésimes 1920 | 1929               | 1928               | 1927               | 1926               | 1925               | 1924               | 1923               | 1922               | 1921        | 1920               |
| Caractéristiques | Article de qualité | Article de qualité | **                 | Bon article        | **                 | Bon article        | Bon article        | **                 | Bon article | Bon article        |
| Sources : Yves Renouil (sous la direction), Dictionnaire du vin, Éd. Féret et fils, Bordeaux, 1962 ; Alexis Lichine, Encyclopédie des vins et alcools de tous les pays, Éd. Robert Laffont-Bouquins, Paris, 1984, Les millésimes de la vallée du Rhône & Les grands millésimes de la vallée du Rhône |                    |                    |                    |                    |                    |                    |                    |                    |             |                    |

Soit sur 90 ans, 24 années exceptionnelles, 26 grandes années, 16 bonnes années, 22 années moyennes et 2 années médiocres.

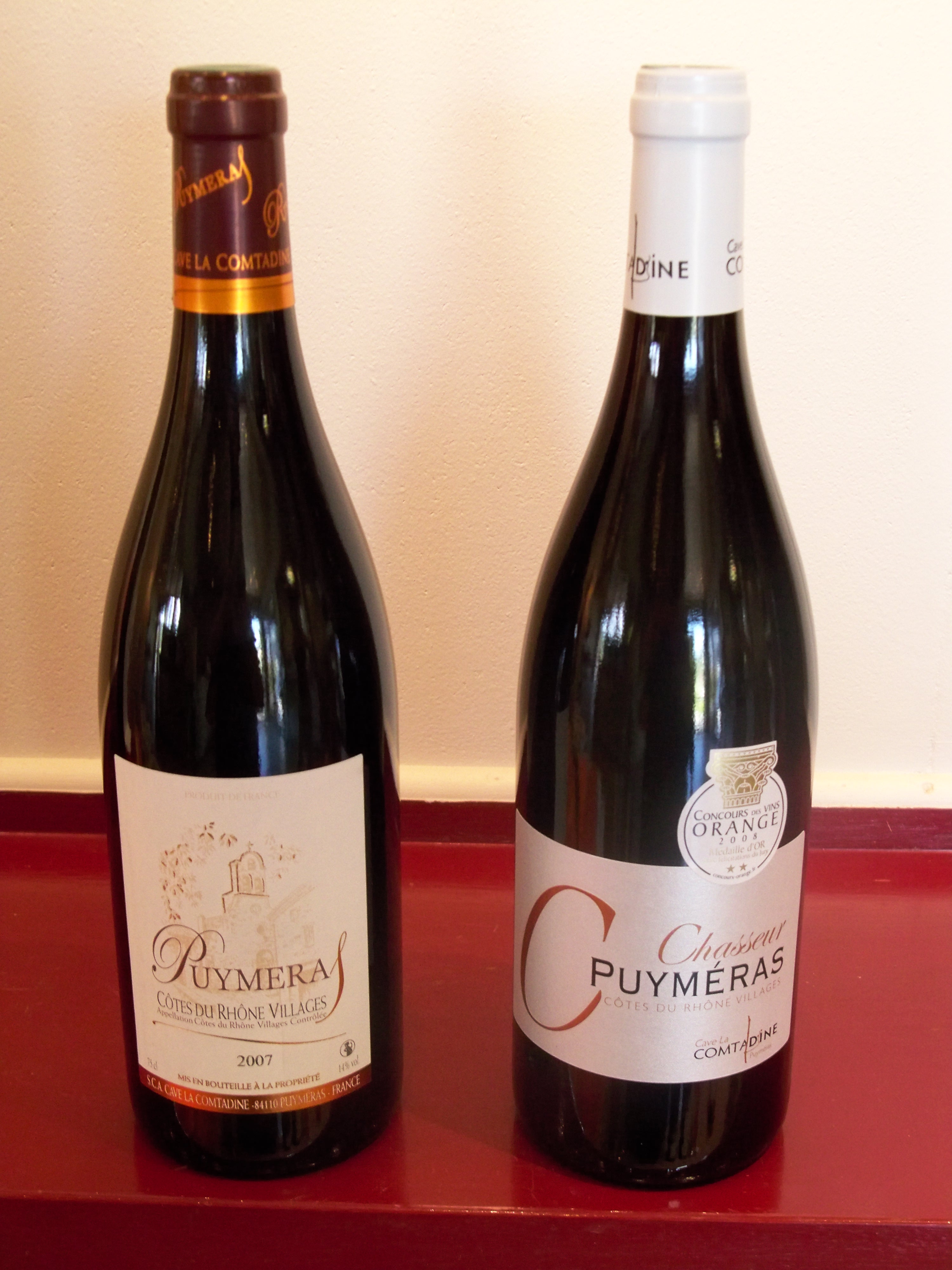
Bouteilles de puyméras dont l'une médaillée d'or au Concours des vins d'Orange 2008.

### Structure des exploitations
La production viti-vinicole est assurée par une cave coopérative à Puyméras et plusieurs domaines indépendants.

### Type de vins et gastronomie
Les rouges évoluent des arômes de fruits à noyau en leur prime jeunesse vers des notes de cuir et de truffes en vieillissant. Ce sont des vins de grande garde - dix ans et plus - traditionnellement conseillé sur du gibier et de la venaison et il s'accorde parfaitement avec les daubes, les civets de chevreuil, de lièvre ou de sanglier et les caillettes.

### Commercialisation
La commercialisation, sur le marché intérieur, se fait à partir des CHR, cavistes, grande distribution, salons pour les particuliers et les professionnels. À l'exportation, les plus importants marchés se trouvent en Europe.

## Les principaux producteurs de l'appellation
Dans le Vaucluse
- Vaison-la-Romaine
  - Cave la Romaine
- Puyméras
  - Cave la Comtadine
  - Domaine le Puy de Maupas
- Faucon
  - Domaine de la Roche Buissière
  - Domaine du faucon Doré
- Saint-Romain-en-Viennois
  - Domaine José Guibert

Dans la Drôme
- Mérindol-les-Oliviers
  - Clos des Cimes
- Mollans-sur-Ouvèze
  - Domaine Alain Sorbier
  - Vignobles Charles Tyrand

## La place du Puyméras parmi les côtes-du-rhône villages
| Dénominations              | Surface et production | Surface et production | Communes ayant droit à une des dénominations géographiques                            |
| Dénominations              | hectares              | hectolitres           | Communes ayant droit à une des dénominations géographiques                            |
| -------------------------- | --------------------- | --------------------- | ------------------------------------------------------------------------------------- |
| Cairanne                   | 760                   | 24 540                | Cairanne                                                                              |
| Chusclan                   | 259                   | 9 576                 | Chusclan, Orsan, Bagnols-sur-Cèze, Codolet, Saint-Étienne-des-Sorts                   |
| Laudun                     | 298                   | 11 315                | Laudun, Saint-Victor-la-Coste, Tresques                                               |
| Massif-d'uchaux            | 178                   | 5 830                 | Lagarde-Paréol, Mondragon, Piolenc, Uchaux et une partie de Sérignan-du-Comtat        |
| Plan-de-dieu               | 367                   | 2 851                 | Camaret-sur-Aigues, Jonquières, Travaillan, Violès                                    |
| Puyméras                   | 81                    | 3 243                 | Mérindol-les-Oliviers, Mollans-sur-Ouvèze, Faucon, Saint-Romain-en-Viennois, Puyméras |
| Roaix                      | 96                    | 3 176                 | Roaix                                                                                 |
| Rochegude                  | 135                   | 4 462                 | Rochegude                                                                             |
| Rousset-les-vignes         | 52                    | 2 041                 | Rousset-les-Vignes                                                                    |
| Sablet                     | 230                   | 8 163                 | Sablet                                                                                |
| Saint-gervais              | 137                   | 5 019                 | Saint-Gervais                                                                         |
| Saint-maurice-sur-eygues   | 136                   | 4 982                 | Saint-Maurice-sur-Eygues                                                              |
| Saint-pantaléon-les-vignes | 61                    | 2 037                 | Saint-Pantaléon-les-Vignes                                                            |
| Séguret                    | 268                   | 9 176                 | Séguret                                                                               |
| Signargues                 | 600                   | 18 000                | Domazan, Estézargues, Rochefort-du-Gard, Saze                                         |
| Valréas                    | 479                   | 16 883                | Valréas                                                                               |
| Visan                      | 419                   | 14 510                | Visan                                                                                 |